# Wang Shipeng
Wang Shipeng (6 de abril de 1983) é um basquetebolista profissional chinês.

## Carreira
Wang Shipeng integrou a Seleção Chinesa de Basquetebol em Pequim 2008, terminando na oitava posição.